# Xavier Ruiz Cabrera
Xavier Ruiz Cabrera (Terrassa, Vallès Occidental, 25 de febrer de 1970) és un exjugador de bàsquet professional català ja retirat, que amb 2,08 m d'alçada jugà en la pocisió de pivot.

## Trajectòria[2]
- FC Barcelona (Lliga ACB, 1988−1990)
- Club Bàsquet Sant Josep Girona (Lliga ACB, 1990−1992)
- Club Baloncesto Breogán (Lliga ACB, 1992-1993)
- Doncel La Serena (Lliga EBA, 1994-1995)
- Club Bàsquet Mollet (Lliga EBA, 1995-1996)
- Saski Baskonia (Lliga ACB, 1995-1996)